# بارمان (اسپانیا)
بارمان دهستانی در استان آبیلای اسپانیا است.
در این دهستان ۲۴۳ نفر زندگی می‌کنند. مساحت این دهستان ۱۹٫۹۳ کیلومتر مربع است.